# Lista de concertos de Ayumi Hamasaki

## DVDs
| Informações                                                                                          | Cópias vendidas |
| --- | --------------- |
| Ayumi Hamasaki Concert Tour 2000 Vol.1 - Lançamento: 13 de Setembro de 2000                          | 140,000         |
| Ayumi Hamasaki Concert Tour 2000 Vol.2 - Lançamento: 20 de Setembro de 2000                          | 60,000          |
| Ayumi Hamasaki Dome Tour 2001 A - Lançamento: 12 de Dezembro de 2001                                 | 132,554         |
| Ayumi Hamasaki Arena Tour 2002 A - Lançamento: 23 de Janeiro de 2003                                 | 6,583           |
| Ayumi Hamasaki Stadium Tour 2002 A - Lançamento: 29 de Janeiro de 2003                               | 14,306          |
| Ayumi Hamasaki Arena Tour 2003-2004 A - Lançamento: 29 de Setembro de 2004                           | 69,829          |
| Ayumi Hamasaki Arena Tour 2005: My Story - Lançamento: 24 de Agosto de 2005                          | 86,887          |
| Ayumi Hamasaki Arena Tour 2006 A: (Miss)understood - Lançamento: 1 de Novembro de 2006               | 100,302         |
| Ayumi Hamasaki Asia Tour 2007 A: Tour of Secret Live & Documentary - Lançamento: 12 de Março de 2008 | 75,551          |
| Ayumi Hamasaki Asia Tour 2008: 10th Anniversary - Lançamento: 28 de Janeiro de 2009                  | 69,011          |

## Shows Especiais de Ano Novo em DVD
| Album information                                                      | Copies Sold (Oricon)                          |
| ---------------------------------------------------------------------- | --------------------------------------------- |
| Ayumi Hamasaki Countdown Live 2000-2001 A - Lançamento: 2001           | 44,726                                        |
| Ayumi Hamasaki Countdown Live 2001-2002 A - Lançamento: 2003           | 72,826 (Lançado somente no Complete Live Box) |
| Ayumi Hamasaki Countdown Live 2002-2003 A - Lançamento: 2003           | 72,826 (Lançado somente no Complete Live Box) |
| Ayumi Hamasaki Countdown Live 2004-2005 A - Lançamento: 2005           | 66,674                                        |
| Ayumi Hamasaki Countdown Live 2005-2006 A - Lançamento: 2006           | 58,741                                        |
| Ayumi Hamasaki Countdown Live 2006-2007 - Lançamento: 2007             | Somente na Compilação A Best 2: White CD+2DVD |
| Ayumi Hamasaki Countdown Live 2007-2008 Anniversary - Lançamento: 2008 | 78,215                                        |

## Concertos Especiais
| Informação                                     | Cópias vendidas |
| ---------------------------------------------- | --------------- |
| 30th Single Collection Live - Lançamento: 2003 | 101,294         |

## A-nation concertos
- a-nation 2002
- a-nation 2003
- a-nation 2004
- a-nation 2005
- a-nation 2006
- a-nation 2007
- a-nation 2008
- a-nation 2009

## Especial Kohaku Uta Gassen
- Ayumi, apareceu no Especial Kohaku Uta Gassen 10 vezes, fazendo dela, a 8ª artista com mais aparições no programa.